# 松本祥志
松本 祥志（まつもと しょうじ、1948年2月22日（昭和23年） - ）は、日本の法学者。法学修士（立命館大学）。専門は国際法。研究分野は主に従軍慰安婦問題の国際法的考察やアフリカ地域の人権問題を研究対象としている。近年は、テロ問題や西サハラ問題を研究。札幌学院大学名誉教授。
岩手県花巻市出身。立命館大学大学院法学研究科修士課程終了。1978年（昭和53年）立命館大学大学院法学研究科博士課程単位取得満期退学。1983年（昭和58年）札幌商科大学講師。その後、札幌学院大学法学部助教授。1991年（平成3年）イギリス・ロンドン大学東洋アフリカ研究所に留学し、アフリカ人権問題を研究。帰国後、札幌学院大学法学部教授。札幌学院大学法学部長を務めた。2016年（平成28年）札幌学院大学定年退職。同名誉教授。同法学部非常勤講師(-2020年)。モロッコ・モハメッド5世大学客員教授。
この他、国際NPOグローバルネットワーク21代表補佐、NGO札幌国際連帯研究会会長、日本モロッコ研究センター理事長なども務める。

## エピソード
1991年（平成3年）イギリス留学中に、アフリカ人権・民主主義国際委員会のバブ委員長と知り合い、同年にザンビア・ルサカで開催されたアフリカ人権・民主主義国際会議に出席する。

## 著書
- 『フィリピン「従軍慰安婦」問題と国際法』（国際連帯研究会, 1994年）
- 片岡幸彦編『人類・開発・NGO : 「脱開発」は私たちの未来を描けるか』（分担執筆, 新評論, 1997年）
- 白取祐司編『事例DE法学入門』（分担執筆, 青林書院, 1998年）
- 三好亜矢子, 若井晋, 狐崎知己, 池住義憲編『平和・人権・NGO : すべての人が安心して生きるために』（分担執筆, 新評論, 2004年）
- 片岡幸彦編『下からのグローバリゼーション : 「もうひとつの地球村」は可能だ』（分担執筆, 新評論, 2006年）
- 片岡幸彦, 幸泉哲紀, 安藤次男編『グローバル世紀への挑戦 : 文明再生の智慧』（分担執筆, 文理閣, 2010年）
- 「アイヌ民族共有財産裁判の記録」編集委員会編『百年のチャランケ : アイヌ民族共有財産裁判の記録』（分担執筆, 緑風出版, 2009）
- エルモスタファ・レズラズィ,中川恵と共編著『難民キャンプの内幕 西サハラ紛争とティンドゥフ』（日本評論社,2015年）